# Giro delle Alpi Apuane 1959
Il Giro delle Alpi Apuane 1959, sedicesima edizione della corsa, si svolse il 19 luglio 1959 su un percorso di 213 km, con partenza e arrivo a Marina di Massa, in Italia. La vittoria fu appannaggio dell'italiano Carlo Azzini, che completò il percorso in 6h23'00", alla media di 33,368 km/h, precedendo i connazionali Vinicio Marsili e Walter Almaviva. 

## Ordine d'arrivo (Top 10)
| Pos. | Corridore         | Squadra         | Tempo    |
| ---- | ----------------- | --------------- | -------- |
| 1    | Carlo Azzini      | Legnano         | 6h23'00" |
| 2    | Vinicio Marsili   | Bianchi-Pirelli | a 1'03"  |
| 3    | Walter Almaviva   | Bianchi-Pirelli | a 1'25"  |
| 4    | Nedo Fagni        | Ghigi           | s.t.     |
| 5    | Italo Mazzacurati | Ghigi           | s.t.     |
| 6    | Carlo Zorzoli     | Torpado         | s.t.     |
| 7    | Adriano Zamboni   | Torpado         | a 2'05"  |
| 8    | Noè Conti         | Bianchi-Pirelli | s.t.     |
| 9    | Giacomo Fini      | Bianchi-Pirelli | s.t.     |
| 10   | Giuliano Natucci  | Legnano         | s.t.     |